# Inger Kavlie
Inger Seim Kavlie (* 8. September 1993) ist eine norwegische Ruderin. Sie wurde 2024 Europameisterin im Doppelzweier.

## Sportliche Karriere
Inger Kavlie belegte 2013 bei den U23-Weltmeisterschaften in Linz/Ottensheim zusammen mit Marianne Madsen den fünften Platz im Doppelzweier. Im Jahr darauf bei den U23-Weltmeisterschaften in Varese wurden die beiden Norwegerinnen Zweite hinter dem Boot aus Rumänien. Einen Monat später erreichten Madsen und Kavlie bei den Weltmeisterschaften in Amsterdam nur das D-Finale. Kavlie studierte dann Geologie an der University of California, Berkeley und ruderte für deren Sportteam, die Golden Bears. Kavlie nahm erst vier Jahre nach ihrem Weltmeisterschafts-Debüt wieder an internationalen Meisterschaften teil. Bei den Europameisterschaften 2018 wurde sie Zehnte mit dem Doppelvierer, wobei auch Madsen wieder zur Crew gehörte. 
2021 bei den Europameisterschaften in Varese ruderte der norwegische Doppelvierer mit Siri Eva Kristiansen, Inger Kavlie, Thea Helseth und Maia Emilie Lund auf den vierten Platz. Bei der letzten Qualifikationsregatta für die Olympischen Spiele in Tokio belegte der norwegische Doppelvierer den dritten Platz, nur die ersten beiden Boote qualifizierten sich.
Bei den Europameisterschaften 2023 belegte Kavlie mit dem norwegischen Doppelvierer den achten Platz. Bei den Weltmeisterschaften in Belgrad trat Kavlie im Einer an und ruderte auf den 13. Platz. Mitte April 2024 ruderten Jenny Marie Rorvik und Thea Helseth beim Weltcup-Auftakt im Doppelzweier auf den zweiten Platz hinter den Niederländerinnen, während Kavlik Dritte im Einer wurde. Zwei Wochen später bei den Europameisterschaften in Szeged ruderten Thea Helseth und Inger Kavlie im Doppelzweier, die beiden gewannen den Europameistertitel mit zwei Sekunden Vorsprung vor den Litauerinnen. Drei Monate später bei der Olympiaregatta in Paris ruderten Helseth und Kavlie auf den sechsten Platz.